# Schloss Kunzendorf (Glogau)

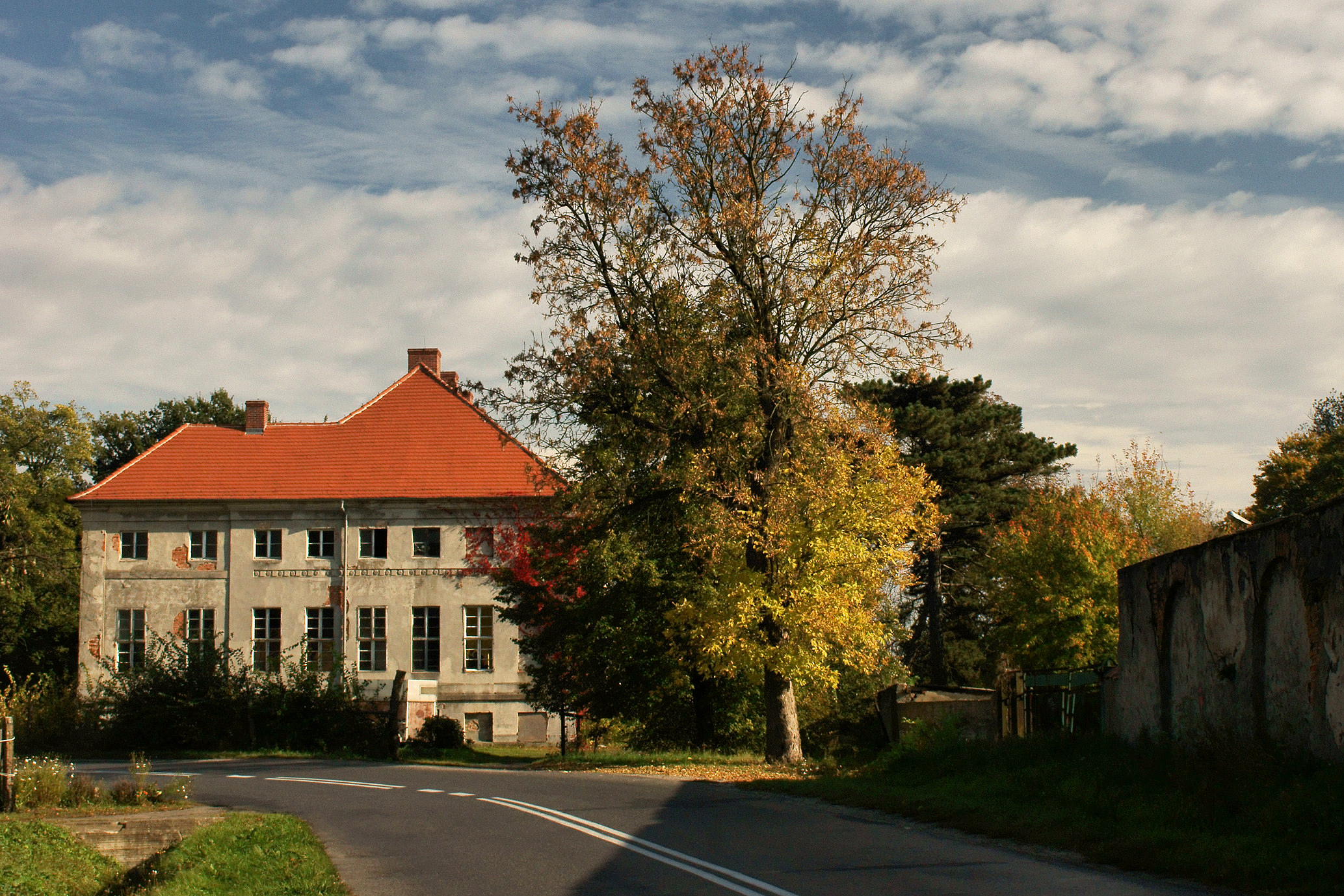
Schloss Kunzendorf

Schloss Kunzendorf (polnisch Pałac w Sieroszowicach) befindet sich in Sieroszowice (deutsch Kunzendorf) in der Landgemeinde Radwanice im Powiat Polkowicki der Woiwodschaft Niederschlesien in Polen. Historisch lag das Schloss im Fürstentum Glogau.

## Geschichte
Ab dem 16. Jahrhundert gab es im Ort ein Herrenhaus, Stammsitz derer von Necher. Später waren die von Loos und die von Skopp Besitzer, ab 1718 die von Knobelsdorff. Ende des 18. Jahrhunderts erwarb Friedrich Karl Heinrich von Eckartsberg auf Schloss Oberzauche das Gut und ließ das heutige dreiflügelige Schloss im Stil des Klassizismus errichten. Architekt war vermutlich Christian Valentin Schultze.
In der zweiten Hälfte des 19. Jahrhunderts ging der Besitz an die Herren von Winterfeld. Nach mehreren Besitzerwechseln wurde 1926 Gerhard Simon-Pflug Eigentümer, ab 1934 Johann-Georg Prinz zu Schleswig-Holstein.
Nach 1945 wurde das Schloss zunächst als Kindergarten genutzt, verfiel aber. Heute befindet es sich in privatem Besitz und wird restauriert.

## Architektur
Die Hauptfassade ist 13-achsig und ist durch einen dreiachsigen Mittelrisalit mit Ionischen Säulen akzentuiert. An den Gebäudeecken sind Seitenrisalite angebracht. An der Rückseite liegen zwei zweiachsige Seitenflügel. Deren Stirnseiten sind mit kassettierten Halbkreisnischen gestaltet. Bemerkenswert sind Reliefs mit Szenen aus der antiken Lebenswelt und Mythologie, die in die Fassaden eingelassen sind.